# Marjorie Burke
Pour les articles homonymes, voir Burke.
Marjorie Croke, connue aussi sous son nom de naissance Marjorie Burke, née en 1951, est une joueuse de squash représentant l'Irlande.

## Biographie
Marjorie Burke participe activement à la tournée mondiale de la WSA dans les années 1980 et 1990. Avec l'équipe nationale irlandaise, elle participe aux championnats du monde par équipes en 1983, 1985, 1987, 1989 et 1990, et a en outre été plusieurs fois dans l'équipe pour les championnats d'Europe. De 1982 à 1988, elle est finaliste avec l'équipe irlandaise des championnats d'Europe pendant sept années consécutives.
Entre 1981 et 1990, Marjorie Burke joue cinq fois dans le tableau principal des championnats du monde individuels et obtient son meilleur résultat en 1987 lorsqu'elle atteint le troisième tour. Elle s'incline en trois jeux face à Martine Le Moignan, future finaliste.

## Palmarès

### Finales
- championnats d'Europe par équipes : 7 finales (1982-1988)